# Alegeri legislative în Lituania, 2004
Alegerile parlamentare în Lituania s-au ținut pe 10 octombrie 2004. Au fost câștigate de către noul Partid Muncitoresc și Partidul Social-Democrat al Lituaniei și Noua Uniune (Liberal-Socialiștii). Lituanienii au fost la votul primei alegeri parlamentare, după aderarea la NATO și la Uniunea Europeană în mai 2004.
În toate cele 20 de partide alegerile au fost contestate. Aproximativ 1 193 dintre candidați au fost în 70 de circumscripții, în cazul în care votul a fost proporțional, în timp ce aproximativ 607 se aflau în cele 71 de circumscripții rămase uninominale. Un al doilea tur de scrutin a fost programat să aiba loc pe 24 octombrie în cele 67 circumscripții, în cazul în care nici unul dintre candidați nu va obține mai mult din jumătate din voturi.
Sondajele de opinie au arătat că Partidul Muncitoresc, înființat în 2003 și condus de către omul de afaceri născut în Rusia, Viktor Uspaskich, a fost grupul cel mai mare în Seimas.
Reglementarea coaliției de stânga „Working for Lithuania” a Partidului Social –Democrat și partidele Liberal-Socialiste conduse de către prim ministrul Algirdas Brazauskas și Seimas Speaker Arturas Paulauskas, pentru acestea s-a preconizat locul al doilea urmate de Uniunea Patriei și Uniunea Liberal-Centrală.
În timpul campaniei electorale domnul Uspaskich a promis standarde de viață mai ridicate și războiul împotriva corupției politice.Mesajul partidului său a fost bine primit în zonele rurale, unde oamenii au simțit că au fost lasați în urmă în ceea ce privește prosperitatea din orașe,  iar mulți alegători ai mediului urban au declarat corupția ca fiind prim motiv de îngrijorare. Coaliția de guvernământ a militat cu privire la rezultatele din ultimii trei ani și jumătate petrecuți la putere- un record de longevitate în istoria independenței Lituaniei. Coaliția de guvernământ a promis o serie de măsuri sociale, cum ar fi o creștere a salariului mediu și a pensiilor în următorii patru ani.Ambele partide de coaliție au promis de asemenea să reducă rata somajului la 8% și să crească PIB-ul lituanian cu o treime, astfel incât să reprezinte 60% din media europeană până în 2008.Pe partea conservatoare, Uniunea Patriei a subliniat necesitatea ca un stat puternic să protejeze Lituania de la orice posibilă amenințare din partea Rusiei.
Prezenta la vot a fost  mică,  doar 46.08% din alegătorii înregistrați s-au prezentat la vot, dar cu mult peste pragul de 25% care era necesar pentru a face votul valabil.
Rezultatele primului tur al alegerilor a arătat că Partidul Muncitoresc a obținut 28% din voturi, obținând 22 din 70 de locuri distribuite proporțional alegerii, și un loc dintr-o circumscripție cu un singur loc. Coaliția “Working for Lithuania” a obținut locul al doilea, caștigând ceva mai mult de 20% din voturi pentru 16 locuri alese proporțional și 3 locuri în sistemul majoritar. Uniunea Patriei a obținut aproape 15% din votul proporțional, câștigând 11 locuri în circumscripția electorală la nivel național. Coaliția “Pentru Ordine și Justiție”,  în frunte cu președintele recent demis,Rolandas Pakas, și înființat de Partidul Liberal-Democrat și Uniunea Oamenilor Lituanieni “For the Fair Lithuania”,  a caștigat 11% și 9 locuri.Uniunea Liberal-Centrală a obținut 9% și 7 locuri, în timp ce Uniunea Partidului Agricultorilor și Coaliția Partidului Noua Democrație au obținut aproape 7 % și 5 locuri.